# SBB Am 4/6
| SBB Am 4/6 / Ae 4/6 III      | SBB Am 4/6 / Ae 4/6 III | SBB Am 4/6 / Ae 4/6 III                   |
| ---------------------------- | ----------------------- | ----------------------------------------- |
| Bauartbezeichnung:           | Am 4/6                  | Ae 4/6 III                                |
| Gasturbinenlokomotive Am 4/6 |                         |                                           |
| Nummerierung:                | 1101                    | 10851                                     |
| Anzahl:                      | 1                       | 1                                         |
| Hersteller:                  | BBC/SLM                 | BBC/SLM/SBB                               |
| Baujahr:                     | 1941                    | (1961)                                    |
| Ausmusterung:                | (1954)                  | 1978                                      |
| Achsformel:                  | (1A) Bo (A1)            | (1A) Bo (A1)                              |
| Länge über Puffer:           | 16'340 mm               | 16'340 mm                                 |
| Dienstmasse:                 | 92,4 t                  | 80 t                                      |
| Reibungsmasse:               | 59 t                    | 57 t                                      |
| Höchstgeschwindigkeit:       | 110 km/h                | 110 km/h                                  |
| Installierte Leistung:       | 1618 kW (2200 PS)       | –                                         |
| Stundenleistung:             | 1030 kW (1400 PS)       | 1692 kW (2300 PS)                         |
| Anfahrzugkraft:              | 127 kN                  | 145 kN                                    |
| Stundenzugkraft:             | 75 kN bei 50 km/h       | 77 kN bei 79 km/h                         |
| Triebraddurchmesser:         | 1230 mm                 | 1230 mm                                   |
| Laufraddurchmesser:          | 950 mm                  | 950 mm                                    |
| Stromsystem:                 | –                       | 15 kV 16,7 Hz AC 25 kV 50 Hz AC 1,5 kV DC |
| Nenndrehzahl:                | 5200 min−1              | –                                         |
| Leistungsübertragung:        | elektrisch              | –                                         |
| Anzahl der Fahrmotoren:      | 4                       | 4                                         |
| Antrieb:                     | Gasturbine              | elektrisch                                |
| Übersetzungsverhältnis:      | 1 : 4,53                | 1 : 4,53                                  |

Die Am 4/6 1101 war eine Gasturbinenlokomotive der SBB. Sie wurde von BBC 1941 fertiggestellt und den SBB für den Versuchsbetrieb auf den nichtelektrifizierten Strecken übergeben. Später wurde sie in eine elektrische Dreisystemlokomotive umgebaut und ab 1961 als Ae 4/6 III 10851 im Raum Genf eingesetzt.

## Vorgeschichte
Die BBC hatte 1938 für die Stadt Neuenburg eine Gasturbinenanlage für eine 4000 kW starke Notstromgruppe gebaut. Um zu prüfen, ob die Gasturbine für Lokomotiven eingesetzt werden kann, schlug die BBC vor, eine Gasturbinenlokomotive mit einer Leistung von 2200 PS (1618 kW) und elektrischer Leistungsübertragung zu bauen.
Die SBB  gaben der BBC die Möglichkeit, die Gasturbine im Eisenbahnbetrieb zu testen. Als Höchstgeschwindigkeit wurden 110 km/h festgelegt. Für eine sechsachsige Lokomotive war es nicht möglich, eine Anlage mit einer Leistung von mehr als 2200 PS (1618 kW) zu installieren, da ansonsten das maximale Dienstgewicht von 92 t mit vollem Brennstofftank (5,5 t) überschritten worden wäre. Die SBB hätten in diesem Falle nicht nur die Erprobung, sondern auch die Übernahme der Lokomotive verweigert. Andererseits verpflichteten sich die SBB, die Lokomotive im betriebstüchtigen Zustand zu übernehmen. Unter der Leitung der BBC wurde die Lokomotive mit Hilfe der SLM für den mechanischen Teil auf eigene Rechnung gebaut.

## Technik

### Konstruktion
Die Lokomotive basierte, soweit möglich, auf erprobter Technologie, um nicht mit Fehlern in Komponenten, die mit der Gasturbine nichts zu tun hatten, das Projekt zu gefährden. Die elektrische Kraftübertragung wurde gewählt, weil sich die Technik im Zusammenspiel mit Dieselmotoren bewährt hatte. Sie ermöglichte, beliebig viele Achsen anzutreiben, was aufgrund der grossen Leistung pro Gewicht (verglichen mit Dampf- und Dieselloks jener Zeit) ein wichtiger Faktor war. Ausserdem waren vergleichbare hydraulische Antriebe nicht in diesen Leistungskategorien (über 400 PS) erprobt.
Die Gasturbine bestand aus einem Kompressor, einer Brennkammer und der Turbine selbst. Der Kompressor benötigte etwa 6000 PS, um die Luft zu komprimieren und anschließend in die Brennkammer zu befördern (Luftdrücke zwischen 700 kPa bis 2.1 MPa, abhängig von der Drehzahl der Turbine), worin der Treibstoff (Heizöl) verbrannt wurde, was zu einer Ausdehnung der Gase führte, welche wiederum mit einer Temperatur von 500–600 °C auf die Turbine trafen und dort etwa 8000 PS entwickelten. Die Abgase strömten danach durch einen Wärmetauscher, der die Frischluft vorwärmte, bevor sie über das Dach ausgestoßen wurden. Die verbleibenden ca. 2000 PS konnten für den Antrieb der Lokomotive benutzt werden. Die Turbine erreichte eine Höchstdrehzahl von 5200 min−1, die Leerlaufdrehzahl betrug 2800 min−1. Die Drehzahl des Generators wurde dabei durch ein Getriebe auf 812 min−1 bei Volllast reduziert.

### Effizienz
Messungen zeigten, dass der Wirkungsgrad von Leerlauf bis mittlere Last (1000 PS) kontinuierlich von 0 % bis 15 % stieg, sein Maximum von 18 % bei 1700 PS erreichte und danach wieder sank bis auf 16 % bei 2200 PS (alle Zahlen ohne elektrische Verluste). Der Wirkungsgrad war niedrig, verglichen mit damaliger Diesel-Technologie, was ein wichtiger Faktor dafür war, dass sich die Technologie nicht durchsetzte.

### Starten der Lokomotive
Zuerst wurde ein Hilfsdieselmotor mit Strom aus einer Batterie gestartet. Dieser war mit einem Hilfsgenerator verbunden, welcher Elektrizität zum Starten der Turbine erzeugte. Damit wurde der an der Turbine angebrachte Hauptgenerator, der nun als Elektromotor lief, auf Drehzahl gebracht. Dieser Prozess dauerte etwa 4 Minuten, danach konnte die Verbrennung gezündet werden, und die Turbine trieb sich fortan selbst. Während die Drehzahl weiterstieg, konnte die Leistung des Hilfsdieselmotors dazu genutzt werden, die Lokomotive mit niedriger Geschwindigkeit (10 km/h) vor den Zug zu rangieren. Nach weiteren vier Minuten war die Leerlaufdrehzahl (430 min−1 am Generator) erreicht und die Lokomotive betriebsbereit.

### Leistung erhöhen
Um die Leistungsabgabe der Lokomotive zu erhöhen, konnte der Lokführer an seinem Leistungskontroller drehen, was folgenden Vorgang auslöste:
- Mehr Treibstoff wurde eingespritzt
- Der Drehzahlregler wurde auf eine höhere Solldrehzahl eingestellt
- Der Überlastschutz bemerkte eine Überlastsituation (Drehzahl unter der Solldrehzahl) und schaltete elektrisch Last von der Turbine ab (!)

Da die Last nun geringer war und mehr Treibstoff eingespritzt wurde, erhöhte sich die Drehzahl schnell (bis 812/min am Generator unter Volllast), und sobald die Solldrehzahl erreicht war, wurde die Last wieder erhöht, bis ein neues Gleichgewicht zwischen Leistungsabgabe der Turbine und Leistungsaufnahme der Fahrmotoren erreicht war.
Um die Last zu senken, fand derselbe Vorgang in umgekehrter Reihenfolge statt.

### Bremsen
Um für Bremsvorgänge nicht die Druckluftbremse bemühen zu müssen (Abnutzung und Risiko einer Überhitzung), sind alternative Bremssysteme von Vorteil. Da der Kompressor bis zu 6000 PS benötigte, war es angedacht, die Fahrmotoren Elektrizität erzeugen zu lassen, welche wiederum zum Antrieb der Turbine benutzt wurde, worin die Leistung durch den Kompressor in Wärme umgewandelt wurde. Die Treibstoffzufuhr konnte dabei abgestellt werden. Es ist unklar, ob die nötigen Installationen je vorgenommen wurden.

### Sicherheitsmassnahmen
Falls der Lokomotivführer die Leistung zu spät gesteigert hat (z. B. in einer Steigung statt davor), stieg die Drehzahl möglicherweise nicht schnell genug an, was dazu führte, dass zu viel Treibstoff verbrannte und gleichzeitig zu wenig Luft zur Kühlung der Turbine zur Verfügung stand. In einer solchen Situation wurde die Überhitzung der Turbine dem Lokomotivführer mit einer Warnlampe angezeigt. Falls er darauf nicht reagierte, wurde nach einem weiteren Anstieg der Temperatur um 30 °C die Treibstoffzufuhr unterbrochen.
Für den Fall, dass die Last auf der Turbine plötzlich abfiel (z. B. aufgrund durchgebrannter Sicherungen), war eine Sicherheitsvorrichtung vorhanden, die die Luftzufuhr verringerte. Dies wiederum führte zu einer Überhitzung der Turbine, was wiederum die Abschaltung der Treibstoffzufuhr zur Folge hatte.
Falls die Temperatur in der Verbrennungskammer zu tief war, versuchte die Steuerung, die Turbine erneut zu zünden; wenn dies innerhalb von 5 Sekunden nicht gelang, wurde die Treibstoffzufuhr unterbrochen.

### Steuerungslogik
Die komplexe Steuerungslogik war komplett in Ölkreisläufen aufgebaut. Alle Steuerungseingänge wie Drehzahlmesser, Leistungskontroller und andere waren als Ventile oder Pumpen so angeordnet, dass sie den Ölfluss passend beeinflussten und Aktuatoren (Kolben) die nötigen Steuerungsvorgänge vornahmen.

## Betrieb
Die Lokomotive konnte am 5. September 1941 die Jungfernfahrt unter die Räder nehmen und hat nachher Probe- und Messfahrten unternommen. Der Probebetrieb musste wegen des kriegsbedingten Treibstoffmangels immer wieder unterbrochen werden. Das Ergebnis des Probebetriebs überzeugte die Verantwortlichen, sodass die SBB am 1. Oktober 1944 die Lokomotive offiziell übernahmen.
Weil es in der Schweiz an geeigneten Einsatzmöglichkeiten fehlte, wurde die Lokomotive 1945 bis 1946 der SNCF ausgeliehen. Vor den Schnellzügen auf den Strecken von Basel nach Strasbourg und  nach Chaumont erbrachte die Lokomotive den Nachweis der Betriebstauglichkeit. Anschliessend wurde die Lokomotive wieder in der Schweiz eingesetzt.
Vom 20. Juni bis zum 2. November 1950 wurde die Am 4/6 an die DB vermietet. Sie fuhr vom Bw Treuchtlingen in Umlaufplänen der Baureihe 01, der sie speziell in Steigungen überlegen gewesen sein soll.

## Ausserbetriebnahme
1954 wurde die Lokomotive mit schwerwiegenden Schäden abgestellt. Auf eine teure Reparatur der Turbine wurde verzichtet. Gründe waren der schlechte Wirkungsgrad und die fehlenden nichtelektrifizierten Strecken im Schienennetz der SBB.
Bis zu diesem Zeitpunkt hatte die Gasturbinenlokomotive 410'000 Kilometer zurückgelegt. Obwohl der Einsatz erfolgreich war, erfüllte sich für die BBC die Hoffnung auf Exportaufträge nicht, abgesehen von der durch die GWR bestellten und dann an die BR ausgelieferten Versuchslokomotive 18000. Eine allgemeine Einführung von Gasturbinenlokomotiven bei den SBB war nie geplant.

## Umbau zur Ae 4/6III
Die Gasturbinenlokomotive wurde 1958 bis 1961 in die elektrische Dreisystemlokomotive Ae 4/6 III 10851 umgebaut. Der Umbau sollte Erfahrungen für den Bau der damals geplanten Vierstrom-TEE-Züge SBB RAe TEE II bringen und den nur aus den beiden SBB BDe 4/4 II bestehenden Gleichstrom-Park der Strecke Genf–La Plaine verstärken.

### Konstruktion
Die Lokomotive erhielt einen neuen Kasten mit gleichen Führerständen wie die SBB Ae 6/6. Der Lokomotivrahmen und die Drehgestelle mitsamt den Gleichstrommotoren und den Getrieben wurde von der Gasturbinenlokomotive übernommen.
Die elektrische Ausrüstung wurde analog der früheren Gasturbinengruppe auf einem gemeinsamen Träger montiert, der durch das geöffnete Dach ein- und ausgebaut werden konnte.
Auf dem Dach befanden sich zwei Stromabnehmer. Einer wurde auf den SNCF-Gleichstromstrecken (1500 V) verwendet, der andere auf den SBB-Strecken (15 kV, 16 2/3 Hz) und den SNCF-Wechselstromstrecken (25 kV, 50 Hz).
Auf dem SBB-Netz und dem SNCF-Wechselstromnetz floss der Strom in den Transformator, wo die Spannung herabgesetzt wurde. Anschliessend wurde der Wechselstrom in einem Siliziumgleichrichter umgeformt und den vier Gleichstrommotoren zugeführt. Auf dem SNCF-Gleichstromnetz wurden die Fahrmotoren direkt vom Fahrdraht über vier Anfahrwiderstände auf die Fahrmotoren geführt.

### Betrieb
Die Projektierung und der Umbau nahmen mehr Zeit in Anspruch als vorgesehen. Erst 1961 konnte die Dreistromlokomotive ausgeliefert werden. Zur gleichen Zeit wurden auch die Vierstrom-TEE-Züge abgeliefert, sodass die Ae 4/6 III die ihr zugedachte Vorreiterrolle nicht mehr spielen konnte. Nach Probefahrten auf französischen Gleich- und Wechselstromstrecken wurde das Triebfahrzeug dem Betrieb übergeben.
Die Dreistromlokomotive war dem Depot Genève zugeteilt und wurde von den Lokomotivführern „La Tricougny“ genannt. Sie besorgte Überführungszüge im Raum Genf. Gleichzeitig diente sie als Reservetriebfahrzeug für die Strecke Genf – La Plaine.
Der Transformator wurde nach einem schweren Schaden 1976 durch Ballast ersetzt, sodass die Lok nur noch unter 1500 V Gleichstrom einsetzbar war. Im Laufe der Zeit wurde die Ae 4/6 III immer häufiger als Ersatz für defekte BDe-4/4II-Pendelzüge benötigt. Dabei beförderte sie zwei Leichtstahlwagen und einen Gepäckwagen. 1978 wurde die störungsanfällige Lokomotive ausrangiert und abgebrochen.